# Fallschirmjägerregiment 26
Das Fallschirmjägerregiment 26 (FschJgRgt 26) ist ein Regiment der Luftlandebrigade 1 des Heeres. Es ist in der Niederauerbach-Kaserne in Zweibrücken stationiert. Es wurde 2015 aus dem Fallschirmjägerbataillon 261, dem Fallschirmjägerbataillon 263 und dem Luftlandeunterstützungsbataillon 262 aufgestellt.

## Auftrag
Das Fallschirmjägerregiment 26 führt Luftlandeoperationen sowie Evakuierungsoperationen durch und unterstützt taktische Operationen der Spezialkräfte. Fallschirmjäger sind Teil der Infanterie des Heeres und sind zu Luftlandeoperationen, auch im Sprungeinsatz, oder mittels Verbringen durch Transporthubschrauber befähigt.

## Gliederung
- 1. Kompanie: Stabs- und Unterstützungskompanie
- 2. und 3. Kompanie: EGB-Kompanien
- 4.–6. Kompanie: Fallschirmjägerkompanien
- 7. Kompanie: Feuerunterstützungskompanie
- 8. Kompanie: Schwere Versorgungskompanie (Merzig)
- 9. Kompanie: Luftlandesanitätskompanie (Merzig)
- 10. Kompanie (Merzig): Grundausbildung[2]
- 11. Kompanie: Ergänzungstruppenteil